# Morris (Minnesota)
Morris település az Amerikai Egyesült Államok Minnesota államában, Stevens megyében, melynek megyeszékhelye is. Lakosainak száma 5105 fő (2020. április 1.).

## Népesség
A település népességének változása:

| 2010 | 5 286 |
| 2020 | 5 105 |